# Sega Mega Drive Collection
Sega Mega Drive Collection (in de Verenigde Staten uitgekomen als Sega Genesis Collection) is een verzameling van computerspellen die werden ontwikkeld door Backbone Entertainment voor de PlayStation 2 en PlayStation Portable. Het compilatiespel kwam begin 2007 uit op dvd en UMD, en bestaat uit 27 Sega Mega Drive-spellen, waaronder een aantal vrij te spelen arcadespellen.
Een opvolger kwam uit in 2009 onder de titel Sonic's Ultimate Mega Drive Collection voor de PlayStation 3 en Xbox 360.

## Spellen
- Alex Kidd in the Enchanted Castle
- Altered Beast
- Bonanza Bros.
- Columns
- Comix Zone
- Decap Attack
- Ecco the Dolphin
- Ecco: The Tides of Time
- Ecco Jr.
- Flicky
- Gain Ground
- Golden Axe
- Golden Axe II
- Golden Axe III

- Kid Chameleon
- Phantasy Star II
- Phantasy Star III: Generations of Doom
- Phantasy Star IV: The End of the Millennium
- Ristar
- Shinobi III: Return of the Ninja Master
- Sonic the Hedgehog
- Sonic the Hedgehog 2
- Super Thunder Blade
- Sword of Vermilion
- Vectorman
- Vectorman 2
- Virtua Fighter 2

In de Europese versie van de bundel ontbreekt een spel die wel aanwezig is in de Amerikaanse versie. Dit is het spel Shadow Dancer: The Secret of Shinobi.

## Ontsluitbare arcadespellen
PlayStation 2
- Altered Beast
- Future Spy
- Tac/Scan
- Zaxxon
- Zektor

PlayStation Portable
- Astro Blaster
- Congo Bongo
- Eliminator
- Space Fury
- Super Zaxxon